# 瑞璸
瑞璸（1801年—1862年），中國清朝官員，字仲文，富察氏，鑲白旗滿洲人。曾任福建巡撫、署理閩浙總督、从一品榮祿大夫。首設台灣海關，處理過琉球國事務、臺灣與美國互市等夷務，後因支持顧命八大臣，祺祥之變後，被慈禧整肅而退休。另有同名巴雅拉氏瑞璸，正白旗人，候选知县，字竹儕。

## 生平
瑞瑸，镶白旗满洲荣寿（荣绶）佐领下人，禮部尚書貴慶長子，出身道尹，咸豐九年（1859年）至同治元年（1832年），任兵部侍郎兼都察院右副都御史、福建巡撫（相當於今福建省委書記），十一年署理閩浙總督，代辦閩浙總督事務。曾首設臺灣海關，為左宗棠抗击太平軍積極在閩籌餉，《欽定剿平粵匪方略》多有記載。
咸豐九年為福建巡撫時，辦理美國首次在臺灣開市等洋務，《籌辦夷務始末》亦有載。咸豐帝御賜福字書法。與弟同宦閩浙，遊金門、杭州、嘉興、揚州等地。
瑞璸和上司閩浙總督慶端關係好，十年不到由道尹而升福建巡撫並代理閩浙總督。
瑞瑸為咸豐顧命八大臣載垣、穆蔭、郑亲王端华一派，1862年咸豐帝崩，慈禧發動祺祥之變，消滅了顧命八大臣勢力，任用幫助祺祥之變的恭親王等人。慈禧生日，瑞瑸遲向慈禧祝壽，被視為輸誠太慢，遭慈禧勒令退休。  同治初元，徐宗幹接替瑞璸任福建巡抚时，作了著名的对联《咏炭》：前抚满洲仲文中丞（福建巡抚瑞瑸）总督正轩制府（闽浙总督慶瑞）以事被劾去位，一时私人废黜殆尽。公咏炭有句云：“一半黑时犹有骨，十分红处便成灰”谓此。此对联背景是在咸丰朝末，福建巡抚瑞璸和上司闽浙总督庆端（镶黄旗富察氏，托津之孙）私人关系极好，瑞璸不到十年由道员升至福建巡抚代办闽浙总督，红极一时。但突然，瑞璸攀附的顧命八大臣載垣（其侄子嫁娶瑞璸侄女）、穆蔭、郑亲王端华（瑞璸姑姑嫁入郑亲王家）一派，因政敌慈禧发动政变失势。同治初，慈禧便以瑞璸老病昏庸、庆端祖庇私人的理由，勒令两人退休革职。
御史端良在光緒年間為其祖貴慶詩鈔作序：《知了義齋詩鈔》先大父大宗伯月山公作也（先大父即已故祖父，大宗伯即禮部尚書，月山為貴慶字號），大父以嘉慶己未翰林，洊躋卿貳，服官遼東最久，故關外諸作，尤膾炙人口，晚年築精舍於西山之碧摩岩，著書自娛，此卷早經付梓，洎咸豐戊午，先中丞公及諸叔宦遊閩浙（先中丞公即端良父巡撫瑞璸，咸豐八年，瑞璸和弟瑞琇等在閩浙一帶為官），值庚申多事，家藏書籍大半散失（值庚申多事，指咸豐庚申年，即咸豐十年英法聯軍攻入北京，同年瑞璸弟瑞琇獲重罪斬監候）。光緒辛卯，表弟玉岑閣學視學江南（玉岑乃宗室溥良字號，即啟功先生曾祖，溥良母富察氏乃瑞璸妹妹），瀕行以此見寄當年藏版也，三十年來重瞻手澤，感幸奚如，乞製序文，用付剞劂，時乙未冬至日，孫端良瑾志 （乙未乃光緒二十年，時端良由掌廣東道監察御史升任京城吏科給事中）。

## 家族
- 祖：頭品頂戴太子少保成都將軍觀成。
- 父：貴慶，富察氏，道光時期禮部尚書，官經筵講官、禮部尚書、領侍衛內大臣、廂紅旗漢軍都統兼管太常寺鴻臚寺事務，正一品光祿大夫。
- 叔：太常寺笔帖式外放云梦县知县恩庆、闲散万庆。
- 姑姑：一姑嫁總督愛新覺羅·圖思德之子湖北糧道覺羅恆慶為妾，覺羅恆慶長子覺羅桂芳和貴慶是同科進士；一姑為豫親王裕全庶福晉；另一姑嫁給鄭親王家的德冲之子盛京兵部侍郎愛新覺羅·廣敏之子興恆為正妻，其孫為晚清大臣宗室寶森、堂弟宗室寶廷;寳森胞妹宗室氏嫁进士錫祉之子泰階，即军机大臣奎照之孙、索绰络氏英和曾孙，泰階官織造鈔關熱河总管府员外郎；另外一姑富察華篤（將軍秀林女）為顧太清好友。
- 弟：瑞珍，富察氏，府經歷、閑散。瑞琇，富察氏，吏部郎中兼欽差管理寶源局監督，京察一等外放浙江嘉興府知府，后革。先后迎娶妻趙氏、宗室氏，雍正之后裔,疑是奕經或奕紀之女。
- 妹：富察氏，乃启功先生高祖母，嫁贝勒奕亨子頭等輔國將軍愛新覺羅載崇，生溥良、溥善、溥兴。載崇嫡母乃正紅旗瓜爾佳氏桂良之妹。堂妹富察氏，贵庆弟万庆之女富察氏嫁郑亲王家的多罗銮次子宗室瑞寿（瑞寿为雅尔江阿后裔，过继给雅尔江阿兄弟阿扎兰之子德俊后裔为嗣）。
- 子：端良，富察氏，同治年間任景陵、昌陵禮部郎中。光緒元年任戶部雲南司郎中，光緒十三年任山東道監察御史，十五年署浙江道監察御史，光緒十六年欽命稽察豐益倉事務，十七年掌廣東道監察禦史，再任北京巡視五城御史，二十一年任吏科給事中，可直接面聖彈劾百官。端良有才，撰《甲午日錄》，其如祖父貴慶直言得罪人，不為人喜。他曾奏劾重臣李鸿章女婿张佩纶。光绪二十二年，他和好友御史宗室溥松（端良祖父贵庆好友奕纪之孙）因涉同案被革職。二十六年，八國聯軍入侵北京，复起，受好友那桐推荐，參與籌辦安民公所（中國最早警察局雛形，臨時負責北京城市治安衛生）。安民公所立在北京燈市口裕興堂，端良為安民公所總辦八人之一，晚年虽貧困，但做事為百姓稱贊。安民公所八人總辦分别是：海福（字号鹤汀）、端良（礼部尚书贵庆孙，福建巡抚兵部侍郎兼都察院右副都御史瑞璸之子，字号简亭）、文祐（总理衙门英文翻译，字号佐卿）、胡图哩（定邊左副將軍绥远城将军永德子，刑部员外郎，字号景梅）、文绅（字号搢卿，淮安關監督，后杭州府知府）、延昌（正白旗图门氏，字号寿峰，惠陵监督外放南宁府知府，回京候补道员神机营）、书正（端甫，杭州织造）、继纲（振之，内务府奉宸苑郎中）。
- 侄女侄子：据《爱新觉罗宗谱》，贵庆子瑞琇之女富察氏嫁怡亲王奕勳之孙溥新或作溥信为正妻、溥新继妻为贵庆学生完颜麟庆侄崇寿之女完颜氏。溥新，或作溥信，载增子，过继给载坪。溥新有子毓宝，过继给载垣子溥斌为嗣，兼祧两房，兼祧两房。溥新住宅在民国经其子金蕴山转卖，后为人民文学出版社。。瑞璸侄子有阿良、贤良等。
- 友：署福建布政使事鹽法道崇福（崇厚庵），其女兆佳氏嫁正紅旗瓜爾佳氏桂良家族的京畿道御史長秀，子咸豐六年進士文輅。
- 上司：都統巴清德、阿灵阿 (瓜尔佳氏)、福州将军文清（文清是定庆王奕绍子孙載銓、溥煦门下包衣，抬入正蓝旗满洲，见第一历史档案馆，瑞璸父贵庆和奕绍是好友）、閩浙總督慶端（瑞璸和上司慶端关系极好，瑞璸不到十年由道员升至巡抚代闽浙总督事）。
- 师：陈澍云，福建长乐县志记载陈澍云，举人，镶白旗教习，学生中最为著名者两人分别是瑞璸、王庆云。

## 著作
《一鏡堂詩抄》二卷、《一鏡堂詩抄續抄》二卷，多委婉凄凉。友人和属下胡光瑩、耿日椿、王鏡元、梁卓英、林直、謝穎蘇、嚴麗正、興廉、朱寶善、單煥（孫女為錢恂妻）等為其題詞。
| 前任： 徐宗幹 | 按察使銜分巡台灣兵備道 1854年上任 | 繼任： 裕鐸 |